# Estacade
Cet article possède un paronyme, voir Estocade.
Pour l'estacade faisant obstacle à la navigation, voir Chaîne (obstacle à la navigation).

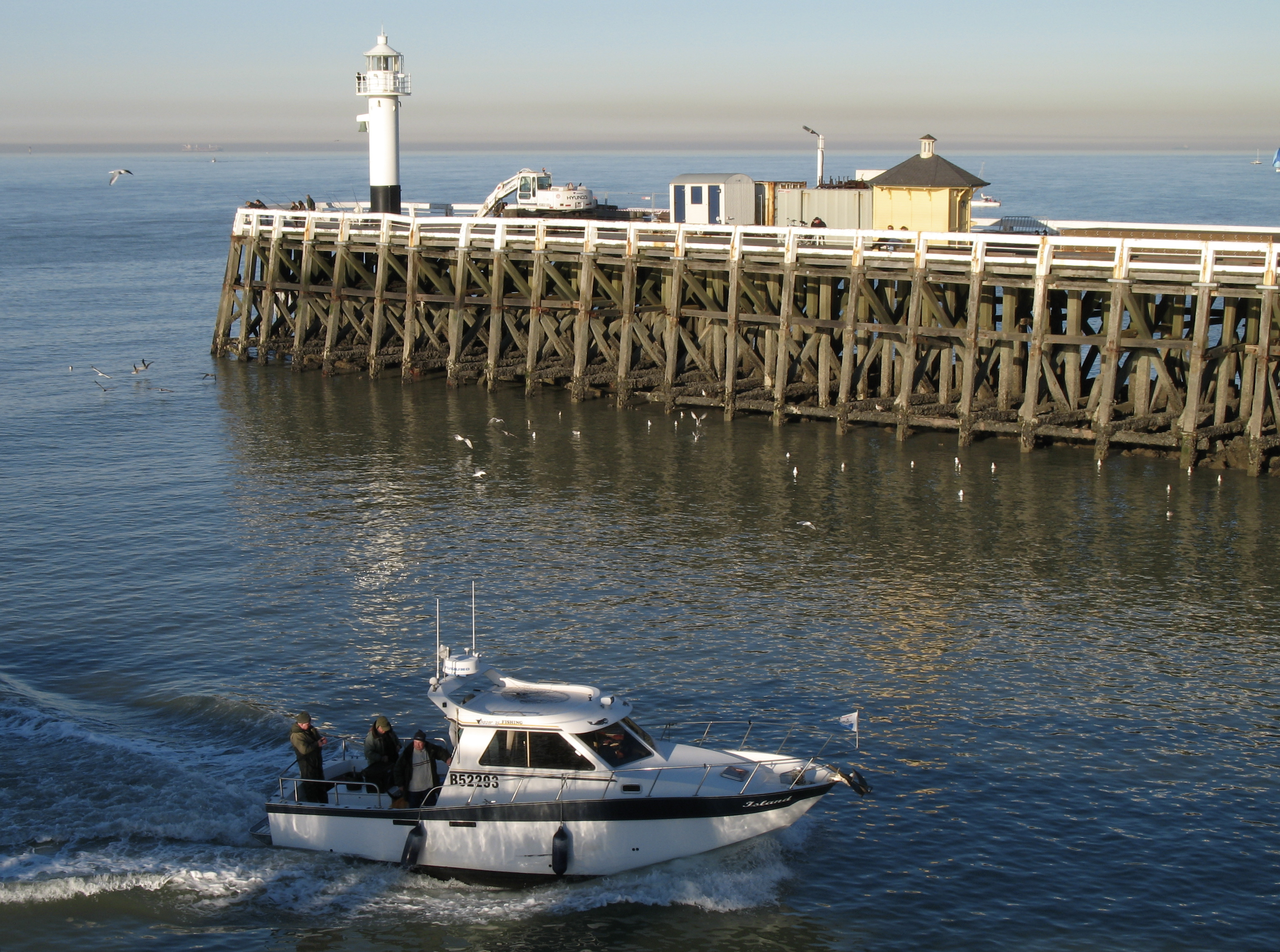
Estacade de la jetée Est à Blankenberge, en Belgique.

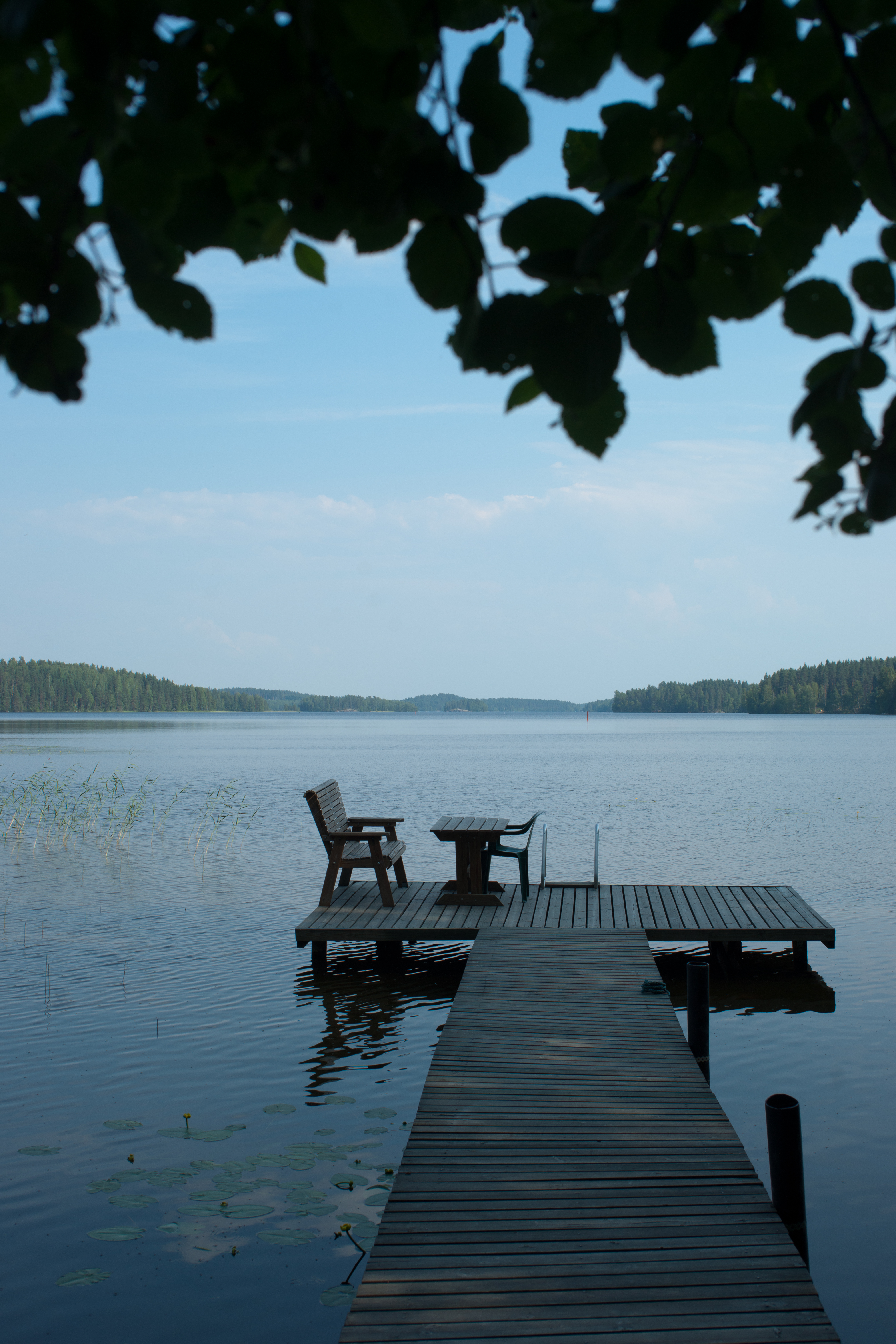
Une estacade de loisir d'un chalet d'été typique construit sur le lac Suontee à Joutsa, en Finlande.

Dans le domaine du génie civil, une estacade ou jetée à claire-voie est un ouvrage assimilé aux ponts ou aux viaducs dont la caractéristique principale est d'être long et relativement bas.

## Utilisations
Dans le domaine maritime et fluvial, c'est souvent un quai d'appontements formé d'un tablier supporté par des pilotis, quand la berge fait plan incliné, ce qui évite le remblaiement. Pour une très grande solidité au vu du poids des navires qui s'y adossent, le béton armé est le matériau idéal. Les estacades sont aussi employées en jetées légères, souvent en bois, à l'entrée des ports, faisant office de brise-lames.
En Grande-Bretagne et aux États-Unis, l'estacade maritime quand elle supporte diverses installations (promenade, pavillons, base de loisirs, etc.) prend le nom de pier. Sur le pourtour de la côte britannique, se trouvent un nombre important de ces ouvrages construits sur pilotis en fonte, à partir du milieu du XIXe siècle. L'un des plus célèbres se trouvent à Brighton ; le Southend Pier (en) à Southend-on-Sea est actuellement le plus long jamais construit ; certains de ces ouvrages sont protégés par la National Piers Society (en). À Manhattan, l'île est entouré de piers qui sont parfois numérotés, et servaient originellement de quai d'appontements.
L'estacade peut être aussi une structure destinée à retenir ou briser des glaces dérivantes comme l'estacade du pont Champlain à Montréal (Québec).
Dans le domaine des chemins de fer, une estacade peut être une plateforme en charpente destinée au chargement du charbon, un pont de chemin de fer sur pilotis de bois, ou encore une structure en maçonnerie permettant d'atteindre un viaduc métallique franchissant l'obstacle, comme dans le cas du viaduc de Garabit.

## Autres
L'estacade de Grenoble est un pont ferroviaire qui a donné son nom au quartier qu'il traverse et au marché de l'Estacade qui s'étend sous son abri, c'est le marché le plus étendu et le plus réputé de la ville.
D'autres villes, telle Saint-Jean-de-Monts, ont également donné à un quartier le nom de l'Estacade qu'il inclut,.

## Galerie

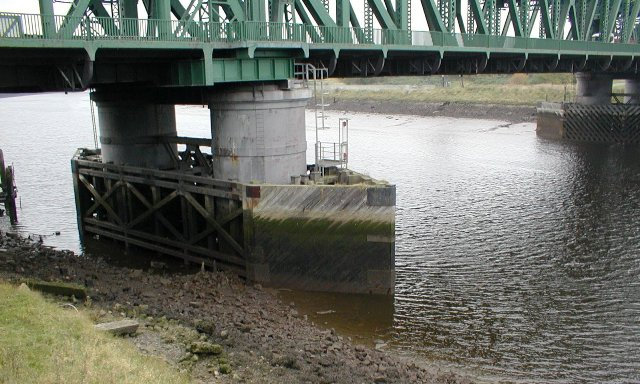
Estacade rive Sud reliant deux avant-becs, Newport Bridge à Middlesbrough (Royaume-Uni).
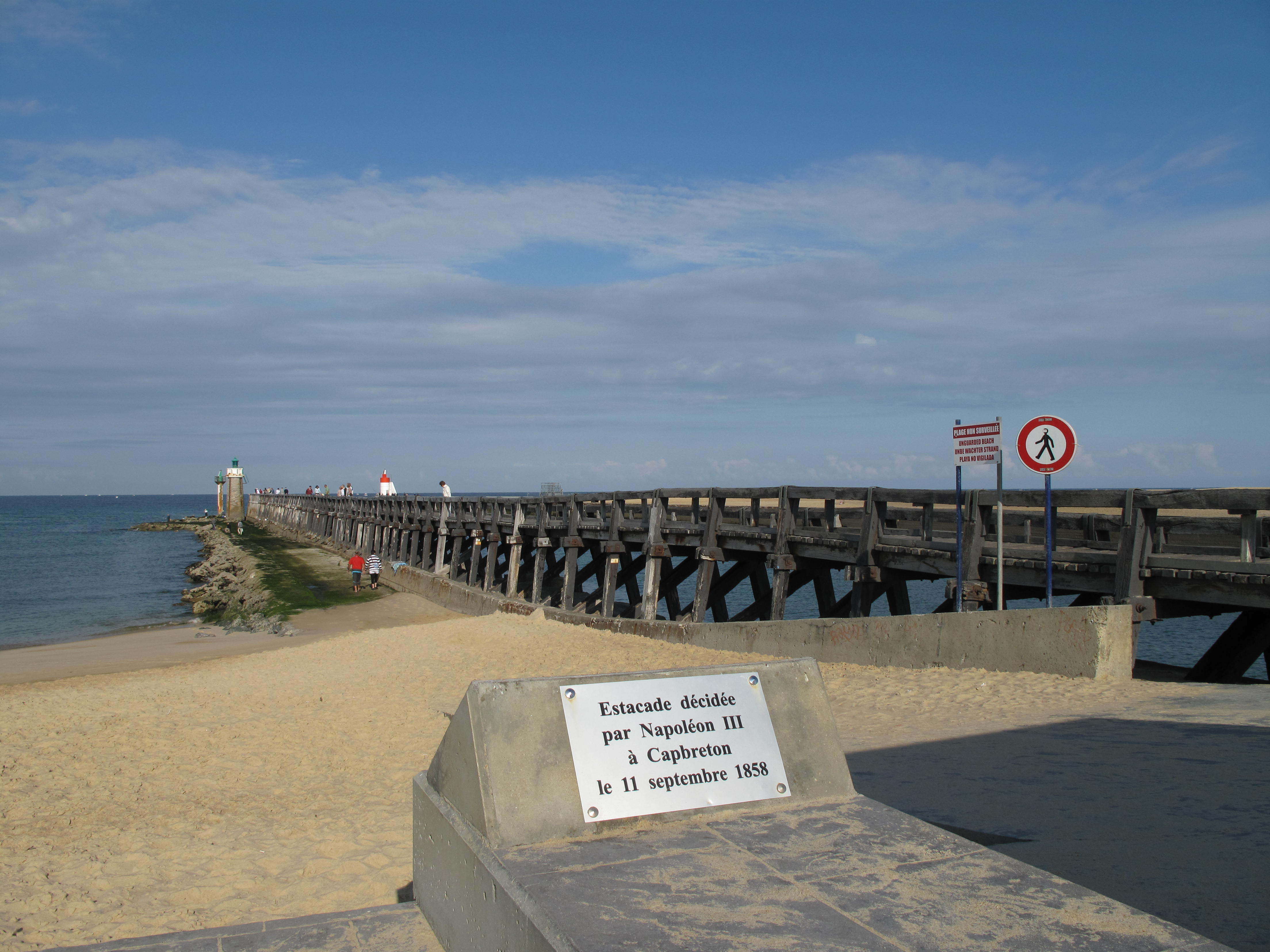
A Capbreton (France).
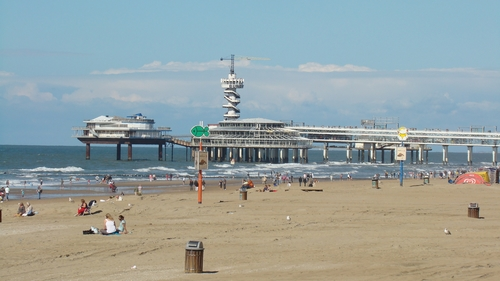
L'estacade en pilotis de bois à double pont de Schéveningue (Pays-Bas).
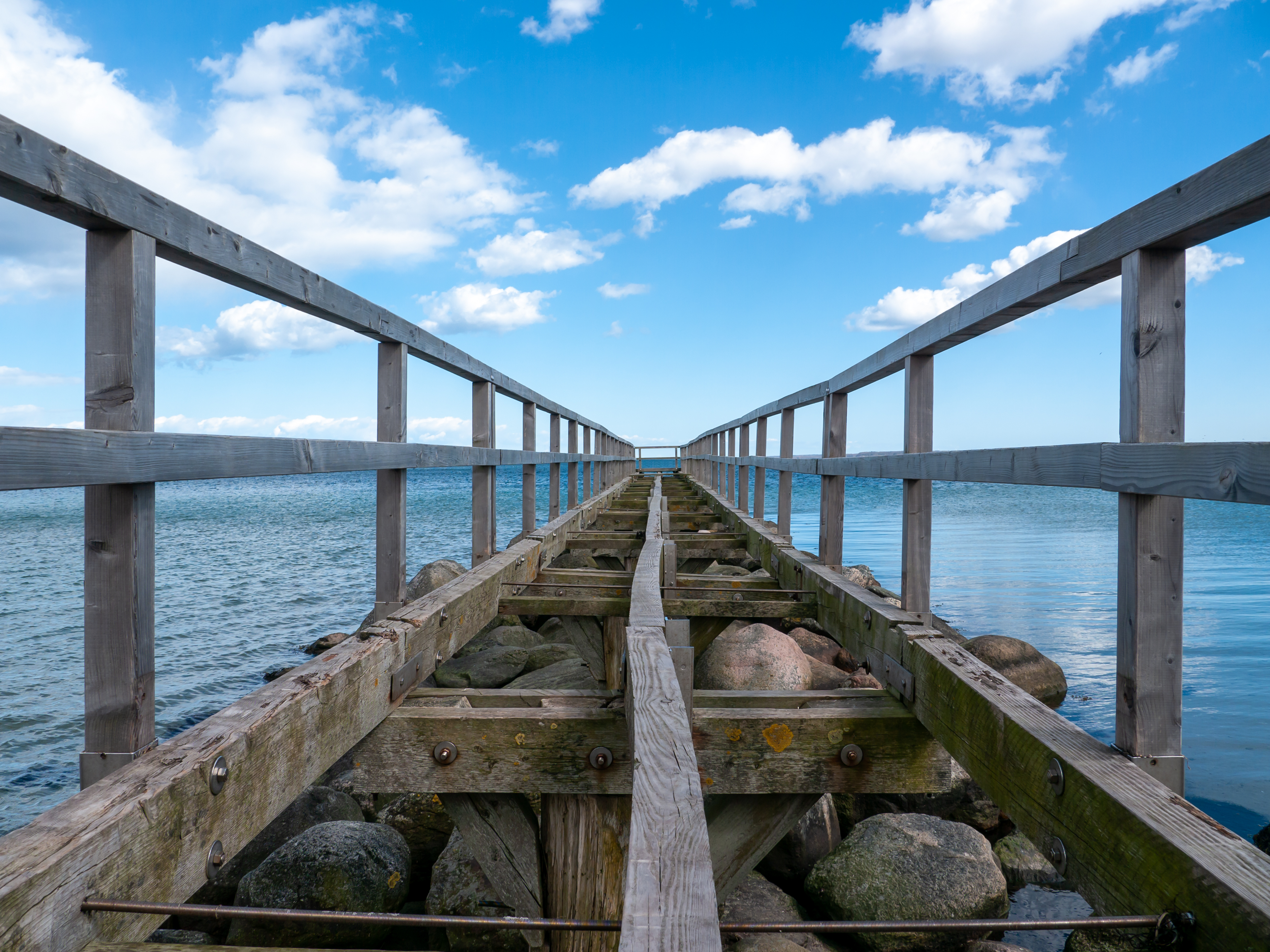
Une estacade sur la mer Baltique à Eckernförde, an Allemagne. Avril 2020.